# Берёзов, Родион Михайлович
Родион Михайлович Берёзов (настоящая фамилия — Акульшин; 27 марта [8 апреля] 1896, с. Виловатое, Бузулукский уезд, Самарская губерния — 25 июня 1988, Ашфорд, штат Коннектикут, США) — русский прозаик, поэт, детский и христианский писатель, драматург. Эмигрант второй волны, один из первых российских «деревенщиков».

## Биография
Родился в бедной крестьянской семье, самый младший из 13 детей. Мать его в молодости считалась первой песенницей в деревне, отец — хорошим рассказчиком. Старший брат был гармонистом.
С семи лет выступал на деревенских свадьбах как «забавник», за что получал от 10 до 50 копеек. Старшие братья работали малярами и кровельщиками. После начальной школы поступил в двух классную школу, затем — в учительскую семинарию, по окончании которой в 1915 году стал учительствовать. До осени 1923 года работал педагогом в сёлах Сорочинском и Виловатое, в Бузулуке, в Самаре.
С осени 1923 года жил в Москве, где учился в Высшем литературно-художественном институте им. В. Я. Брюсова. В Москве как поэт впервые напечатался в журнале «Делегатка» в 1924 году. В январе 1925 года написал первое прозаическое сочинение. После организации Детской секции Госиздата стал её секретарём (председатель секции в то время — В. М. Инбер) и начал путь детского писателя. В 1920-30-е годы опубликовал около 40 небольших по объёму книг, многие из которых были им созданы специально для детей и юношества. Эти книги пользовались огромной популярностью среди читающих. Тематика его творчества в те годы — пропаганда достижений СССР и коммунистической партии.
До 1932 года входил в литературную группу «Перевал», организованную при журнале «Красная новь» Александром Воронским.
С началом Великой Отечественной войны, в 1941, был мобилизован в народное ополчение. 5 октября 1941 года в бою под Ельней попал в плен и был отправлен в Германию, где был привлечён к работе в отделении немецкой пропаганды. Сотрудничал в газете «Новый путь». Соавтор (вместе с Сергеем Широковым) пропагандистской радиопьесы «Волк» о партизане, перешедшем на сторону гитлеровцев.
Освобождён из концлагеря в 1945 американскими войсками, оказался в лагере для перемещённых лиц. Понимая, что на родине его ждёт тюрьма или расстрел, не пожелал возвращаться в СССР и, назвавшись поляком, эмигрировал в США. При оформлении документов назвался Берёзовым (это имя он использовал в качестве псевдонима для статей и в сочинениях в эмигрантские и военные годы; наряду с этим псевдонимом в военные годы использовал также псевдонимы Иван Корсаков, Дмитрий Новосёлов, Д. Б.). Позднее был привлечён к суду за обман иммиграционных властей, но прощён с учётом обстоятельств, вызвавших необходимость подделки. Его делом в США занимался лично сенатор Джон Кеннеди.
Поселился в Лос-Анджелесе. Принял баптизм. Был активным прихожанином церкви «Славянский очаг благовестия». В эмиграции написал и опубликовал около десятка книг стихотворений, романов, повестей и очерков, не получивших распространение и известность на родине, в СССР. Книги Берёзова, в отличие от книг Акульшина, до сих пор отсутствуют в большинстве библиотек России.
Последние годы провёл в доме для престарелых, прикованный к постели.

## Творчество
Литературная деятельность Берёзова началась в 1911 году. Впервые опубликовал в печати свои произведения в 1917. Начинал как крестьянский писатель. Первый сборник рассказов «О чём шепчет деревня» (1925) определил место Берёзова в послеоктябрьской литературе.

«Один из талантливых представителей литературного молодняка», который «в отличие от мужиковствующих попутчиков (Н. А. Клюева, С. А. Есенина и др.) с полным правом может быть назван крестьянским писателем» .— Ф. Раскольников. На литературном посту. 1927. № 2. с.39
.
Основная тема довоенного периода — русская деревня и природа, крестьянский быт, тяжесть хлеборобского труда. Крестьянскому быту посвящены несколько его пьес («Нечистая сила», 1925; «Опоздали», 1925; 2-е изд. 1929; «Четверговая зола», 1927; «Лампочка Ильича», 1930; «Пастух Егорка», 1935). Пьеса Берёзова «Окно в деревню» была поставлена В. Э. Мейерхольдом. Постановка была осуществлена на сцене ГосТИМа к десятой годовщине Октябрьской революции, спектакль успеха не имел, прошёл 22 раза и был снят с репертуара театра.
Известность Берёзову принесли сборник «Любимый песенник» (1929) и, в особенности, «Частушки», выдержавшие 5 изданий (1926—1929). Автор рассказов и стихов, адресованных сельским детям. Рассказы были выпущены отдельно массовыми тиражами (последний — «Клоун», 1940). Стихи Берёзова для детей составили сборник «О девочке Маришке…» (1927).
До войны в СССР у Берёзова вышло более 40 отдельных изданий.
В США издал 24 книги. Основное место в его творчестве 1950—1970-х годов занимала поэзия (поэтические сборники «Дождь и слезы» (1951), «Радость» (1953), «Русское сердце» (1954), «Песни души» (1955), «Иосиф Прекрасный» (1959), «Красота» (1963), «Раздумья» (1966)). Писал также прозу и воспоминания о С. А. Есенине, А. Т. Твардовском, Демьяне Бедном, В. Э. Мейерхольде, о литературно-театральной Москве 1920—1930-х годов, издал сборник автобиографических новелл.

## Избранная библиография
- Нечистая сила. Пьеса в 4 карт. для подростков. М. Л. Гиз 1925. — 24 с. тираж 10000 цена 20 к. Детский театр[4]
- Опоздали. Пьеса в 3 карт. М. Л. Гиз 1925. — 15 с. тираж 10000 цена 50 к. Детский театр[4].
- Охотники. Рассказы. М. Л. Гиз 1925. — 38 с. тираж 10000 цена 20 к. Новая детская б-ка[4].
- Опоздали. Пьеса в 3 карт. 2-е издание М. Л. Гиз 1926 — 16 с. тираж 10000 цена 12 к. Детский театр[4]
- Пастухова дочь. (Рассказ). Художник Михаэлис М. М. Л. Гиз 1926 — 38 с. тираж 10000 цена 25 к. Новая детская библиотека[4]
- Путешествие Кости на самолёте. (Стихи). Художник Мрочковский И. М. Л. Гиз 1926 — 31 с. тираж 10200 цена 30 к. Новая детская библиотека[4]
- Развязанные снопы, Сборник стихов. М. 1927
- Бабушкин глазок (Рассказ). Худ. Михаэлис М. ГИЗ 1928, для детей младшего возраста. Дешёвая библиотека
- Первые и последние, «Следы» (Сборники стихов, оба — 1929),
- Золотые работники, Сборник стихов. 1930,
- Весна, Сборник стихов. 1937
- Веруй, надейся и жди: Стихи. — Зальцбург: Утро, 1948. — 64 с.
- Далекое и близкое. — Сан-Франциско, 1952.
- Золотая Ракета: Рассказы. — 1956. — 110 с.
- Вечно живёт: В 2 томах. — Нью-Йорк: Rausen Publishers, 1965—1967.
- До заката: Стихи. — М.: Протестант, 1993. — 96 с.
- Лебединая песня: — М.: Протестант, 1991. — 314 с.
- Что было.
- Букет.
- Чудо.
- Пророк.
- Наше будущее.